# Pachnobia lyngei
Pachnobia lyngei là một loài bướm đêm trong họ Noctuidae.